# Неробов, Александр Трофимович
Алекса́ндр Трофи́мович Неро́бов (23 октября 1903, дер. Демшино, Новгородская губерния — 1992, Череповец, Вологодская область) — командир отделения 88-го гвардейского стрелкового полка, гвардии младший сержант — на момент представления к награждению орденом Славы 1-й степени.

## Биография
Родился 23 октября 1903 года в деревне Демшино (ныне — Кадуйского района Вологодской области). Окончил только двухклассную церковно-приходскую школу. С 12 лет помогал отцу — пахал, косил, а зимой с плотницкими артелями уходил на заработки в Петербургскую, Олонецкую, Архангельскую губернии.
В 1917 году 14-летний подросток работал на строительстве Мурманской железной дороги. Бригада оказалась в тылу у английских интервентов. Вернувшись домой, Александр по-прежнему работал летом в своём крестьянском хозяйстве, а зимой уходил на заработки.
В 1925 году был призван в Красную Армию, в территориальные войска. В течение пяти лет служил в 30-м Череповецком строительном полку. После службы вернулся домой. В 1931 году в числе первых семей вступил в колхоз, был выбран счетоводом. Он так хорошо повёл дело, что колхозники через полтора года избрали его своим председателем.
Руководил сельхозартелью «Дружба» до 1942 года. Хозяйство это значилось одним из самых крепких в районе. В колхозе получали высокие урожаи всех культур, до ста пудов зерна, по 140—150 центнеров картофеля. В домах колхозников появился достаток, люди стали лучше питаться, одеваться.
В декабре 1942 года был вновь призван в армию. Воинская часть, в которую он был зачислен, формировалась в Самаркандской области. Оттуда до Ашхабада она проделала 300-километровый путь по пустыне пешком, затем морем была доставлена в Астрахань.
Первое боевое крещение, а также ранение, получил в калмыцких степях. Со своей частью прошёл с боями путь от Элисты до Ростова-на-Дону, штурмовал Перекоп. Здесь, во время атаки вражеских укреплений, заменил погибшего командира отделения и повёл товарищей в рукопашную атаку. Лично уничтожил двух противников, но и сам был тяжело ранен. За этот бой получил свою первую ратную награду — медаль «За боевые заслуги». После госпиталя был зачислен в 33-ю гвардейскую Севастопольскую дивизию, которая в июле 1944 года вошла в состав 3-го Прибалтийского фронта. С этой частью прошел до Победы.
26 июля 1944 года в бою за населённый пункт Крекена гвардии младший сержант Неробов, отражая контратаки противника, был ранен, но поля боя не покинул до выполнения задачи. Приказом командира 33-й гвардейской стрелковой дивизии от 20 августа 1944 года гвардии младший сержант Неробов Александр Трофимович награждён орденом Славы 3-й степени.
10 октября 1944 года в бою в районе населённого пункта Новое Место гвардии младший сержант Неробов первым достиг вражеских огневых позиций, гранатами подавил пулемётную точку и 5 противников. Батальон поднялся в атаку и ворвался в населённый пункт.
Приказом по войскам 2-й гвардейской армии от 12 декабря 1944 года гвардии младший сержант Неробов Александр Трофимович награждён орденом Славы 2-й степени.
29 января 1945 года в боях у населённого пункта Нессельбек гвардии младший сержант Неробов, увлекая за собой бойцов, одним из первых ворвался в траншею противника, из автомата поразил более 10 пехотинцев и захватил пулемёт. Дал возможность своему подразделению овладеть рубежом противника. Этот бой для Неробова стал последним, он был тяжело ранен и отправлен в тыл на лечение. Свою роту воин догнал уже 8 мая в городке Пиллау в Восточной Пруссии.
Указом Президиума Верховного Совета СССР от 19 апреля 1945 года за исключительное мужество, отвагу и бесстрашие в боях с вражескими захватчиками гвардии младший сержант Неробов Александр Трофимович награждён орденом Славы 1-й степени. Стал полным кавалером ордена Славы.
В августе 1945 года старшина А. Т. Неробов был демобилизован. Вернулся в родную деревню. Спустя два года по окончании войны ему вручили орден Славы 1-й степени.
В 1947 году он был назначен бригадиром полеводческой бригады в колхозе. На этом посту он работал с небольшим перерывом до 1961 года. Бригада, возглавляемая им, была все эти годы передовой в колхозе. Ежегодно здесь собирали не менее 10 центнеров зерна, 150—160 центнеров картофеля, до 25-26 центнеров льнотресты, до 40 центнеров клеверного сена с гектара. За успехи в труде был награждён орденом «Знак Почёта».
Со временем, по состоянию здоровья, перешёл на более лёгкую работу. Ещё несколько лет работал продавцом в сельском магазине. Трудовая биография А. Т. Неробова продолжалась до 82 лет. Последние годы жил у сына в Череповце. Умер в 1992 году.
Награждён орденами Отечественной войны 1-й степени, «Знак Почёта», Славы 3-х степеней, медалями. Его имя выбито на стеле Славы в Вологде.